# Cattedrale di San Demetrio (Berat)
La cattedrale di San Demetrio (in albanese katedralja e Shën Dhimitrit) è una chiesa ortodossa di Berat, cattedrale della metropolia di Berat della Chiesa ortodossa autocefala albanese.

## Storia
La costruzione della chiesa è iniziata nel 2002 su progetto dell'ufficio tecnico della Chiesa ortodossa autocefala albanese e si è conclusa nel 2014 con una spesa complessiva pari a circa 850000 euro, provenienti da varie donazioni estere. La chiesa è stata consacrata il 26 ottobre 2014 dal metropolita di Berat Ignazio Triantis in concomitanza con la festa ortodossa di San Demetrio di Tessalonica, martire a cui è stata dedicata la cattedrale.